# الكرد في فرنسا
الكرد في فرنسا هم الأشخاص الذين ولدوا في فرنسا أو يقيمون فيها من أصل كردي.
هناك جالية كردية كبيرة في فرنسا، يبلغ عدد أفرادها حوالي 150،000 شخص كردي. وهذا يجعل الجالية الكردية في فرنسا ثاني أكبر جالية كردية في الشتات الكردي، بعد ألمانيا.

## تاريخ الهجرة
في فرنسا، وصل المهاجرون الكرد من تركيا لأول مرة في النصف الثاني من الستينات. فر الآلاف من اللاجئين الكرد واللاجئين السياسيين من تركيا خلال سبعينيات القرن العشرين وما بعدها، أما من العراق وإيران خلال الثمانينات والتسعينات، ومن سوريا معظمهم خلال الحرب الأهلية السورية.

## النشاطات السياسية
في أكتوبر / تشرين الأول 2014، نظم الكرد في فرنسا وبلدان أوروبية أخرى تظاهرة احتجاجاً على هجوم تنظيم الدولة الإسلامية (داعش) على مدينة كوباني في سوريا.
وفي 25 يوليو 2015، قام مناصروا حزب العمال الكردستاني في فرنسا بمسيرة في باريس للاحتجاج على ضربات الجيش التركي على معاقل الحزب.